# Isosecuriflustra angusta
Isosecuriflustra angusta är en mossdjursart som först beskrevs av Arnold Girard Kluge 1914.  Isosecuriflustra angusta ingår i släktet Isosecuriflustra och familjen Flustridae. Inga underarter finns listade i Catalogue of Life.